# Terry Cooke
Terence John Cooke, detto Terry Cooke (Marston Green, 5 agosto 1976), è un allenatore di calcio ed ex calciatore inglese, di ruolo centrocampista, attualmente alla guida tecnica delle giovanili dei Denver Kickers.

## Palmarès

### Club

#### Competizione nazionali
- Campionato inglese: 1

Manchester United: 1996-1997
- Community Shield: 1

Manchester United: 1997

#### Competizioni giovanili
- FA Youth Cup: 1

Manchester United: 1994-1995